# The Manson Family
The Manson Family è un film di produzione statunitense del 2003 diretto da Jim Van Bebber.

## Trama
Nel 1996 Jack Wilson, produttore di una piccola emittente televisiva, sta preparando un'edizione speciale del suo programma dedicato al crimine, da trasmettere in occasione del venticinquennale della condanna penale di uno dei più famosi serial killer della storia americana e di alcuni suoi "seguaci". Attraverso le interviste agli ex "discepoli" di Manson (quasi tutti pentiti dei loro crimini), rivive la storia della "famiglia", inizialmente fondata intorno al 1967 nella campagna losangelina dallo stesso Charles (ex detenuto, che ha trascorso gran parte della vita in cella) e da Bobby, entrambi musicisti rock, insieme alle loro rispettive amanti. La congrega costituita sul modello di una comune hippie secondo la consuetudine dell'epoca e stabilitasi in un isolato ranch (dopo averne circuito l'anziano proprietario) comincia ad attirare un numero crescente di persone, tra cui "Tex" Watson, un ex campione universitario di football.
Il libero amore e l'uso massiccio di droghe psichedeliche (marijuana e LSD) sono le attività principali del gruppo. Charlie (come lo chiamano affettuosamente amici e "confratelli") conquista sempre maggiore carisma e influenza sui componenti della "famiglia" fino a trasformarla progressivamente in una specie di setta religiosa di seguaci ciecamente obbedienti al suo volere. Manson desidera ardentemente diventare una popstar (ufficialmente per diffondere al mondo intero il suo confuso messaggio spirituale basato su una bizzarra religione "pansessuale" frammista a una versione molto personale del Cristianesimo) e allo scopo inizia a frequentare importanti personaggi del mondo musicale tra i quali il produttore Terry Melcher.
Questi gli fa registrare alcune sue composizioni in formato demo dapprima promettendo di procurargli un vantaggioso contratto d'incisione, ma successivamente ci ripensa adducendo come motivazione il momentaneo disinteresse nei confronti del talento artistico di Charlie, da parte dei suoi contatti nelle alte sfere dell'industria discografica. La reazione dell'ex carcerato è veemente: in lui cresce un enorme desiderio di vendetta contro la parte opulenta della società americana e losangelina in particolare. Improvvisamente il "capofamiglia" comincia a profetizzare l'imminente inizio di una guerra razziale mondiale tra bianchi e neri (Helter Skelter, dal titolo di un brano dei Beatles che Manson ritiene essere uno speciale messaggio indirizzato a lui dalle quattro rockstar), guerra alla quale egli intende preparare i suoi seguaci: dice loro di procurarsi soldi e mezzi di sussistenza da ogni fonte possibile per potersi poi ritirare nella Death Valley.
L'escalation di violenza all'interno della setta è vertiginosa: dalle orge rituali pseudo-sataniche si passa ai furti nelle abitazioni private fino ai primi omicidi. Le prime vittime sono uno spacciatore di colore e un insegnante di musica, entrambi trucidati per questione di soldi; mentre il primo assassinio è opera dello stesso Charlie, il secondo (particolarmente sanguinoso), compiuto su istigazione del leader e in concorso con Sadie, una delle tante ragazze della "famiglia", viene commesso da Bobby. Quest'ultimo, dopo una breve latitanza, viene catturato dalla polizia. Manson allora ordina a Tex e ad alcune donne della comune di compiere una grande strage simbolica che serva a punire i ricchi hollywoodiani e ne faccia ricadere la responsabilità sui gruppi rivoluzionari afroamericani (su tutti le Black Panthers) in modo così da scagionare il "confratello" in cella e anticipare la venuta dell'Helter Skelter.
Per attuare la vendetta della setta viene scelta la ex villa di Melcher, ora abitata da Roman Polański (assente all'epoca dei fatti) con la moglie Sharon Tate, incinta del loro primo figlio. Il "commando" fa irruzione nell'abitazione sorprendendo l'attrice con alcuni amici e compie una carneficina lasciando poi sui muri alcune frasi, scritte col sangue delle vittime, attribuibili ad estremisti di colore. Stessa sorte tocca pochi giorni dopo ai coniugi La Bianca e in seguito alcuni membri della comune, su incitamento del loro capo, trucidano Shorty, un dipendente del ranch, che non aveva mai visto di buon occhio la "famiglia", reputandolo responsabile (come spia) della cattura di Bobby.
Non essendosi preoccupati di cancellare adeguatamente le loro impronte digitali lasciate nelle due case (in quanto sotto l'effetto di anfetamine durante entrambe le stragi) ben presto gli autori dei delitti vengono arrestati e in breve anche Manson finisce in manette. La nefasta influenza di quest'ultimo sui giovani americani però continua ad essere molto forte anche nel 1996, al punto che alcuni di loro sono pronti a continuare la sua "missione" sulla Terra, cioè distruggere il "Sistema" che li ha generati e violentati, oltre a difendere la figura del loro "Messia" da ogni tentativo di minaccia (vera o presunta) con i mezzi più violenti.

## Produzione
La pellicola si ispira alle reali vicende di Charles Manson e la sua "famiglia" dalle origini fino all'arresto del leader e di alcuni suoi seguaci, come esito delle indagini investigative compiute dalla Polizia di Los Angeles, in seguito al duplice massacro noto come "Tate-LaBianca" avvenuto nell'agosto del 1969. Il film ha avuto una genesi molto travagliata essendo intercorsi una quindicina d'anni tra l'inizio delle riprese e l'uscita nelle sale americane. Nell'autunno del 1988 la troupe comincia a filmare gli attori e praticamente metà opera viene completata a fine stagione; poco dopo la produzione pone termine ai finanziamenti non rispettando i termini del contratto. La lavorazione entra in stallo e per diversi anni le persone coinvolte nel progetto faticano per trovare nuovi finanziatori, finché nel 2000 entra in scena la società di produzioni cinematografiche "Blue Underground Limited" grazie alla quale la pellicola viene terminata.